# Bình Định
Bình Định (Hán tự: 平定) ist eine Provinz (tỉnh) von Vietnam. Sie liegt in der Südlichen Küstenregion.

## Geographie
Die Provinz gliedert sich in vier geographische Regionen: Die Hochlandregion entlang der westlichen Grenze, das Hügelland, die Ebene und die Küste. Der größte Teil der Bevölkerung lebt nahe der Küste.

## Wirtschaft
Bình Định lebt von der Fischerei und von der Landwirtschaft. Außerdem werden in der Provinz Holzprodukte hergestellt.

## Bezirke
Bình Định gliedert sich in elf Bezirke:
- 8 Landkreise (huyện): An Lão, Hoài Ân, Phù Cát, Phù Mỹ, Tuy Phước, Tây Sơn, Vân Canh und Vĩnh Thạnh
- 2 Städte auf Bezirksebene (thị xã): An Nhơn und Hoài Nhơn
- 1 Provinzstadt (Thành phố trực thuộc tỉnh): Quy Nhơn (Hauptstadt)